# 直指頂峰
直指頂峰，是日本純種競賽馬匹。生涯主要出戰中距離賽事，曾於2018年勝出青葉賞。

## 出賽前
2015年4月2日出生於北海道新日高町矢野牧場，成長途中於拍賣會上被馬主山本英俊的代理人鬼塚義臣以4644萬日圓購入。
其後交由美浦訓練中心練馬師藤澤和雄訓練。

## 競賽生涯

### 2歲
2017年8月20日出戰札幌競馬場2歲新馬戰，雖然比賽初段維持穩定的節奏，但於直路上僅能以均速前進，最終以第五落敗。
其後出戰2歲未勝利戰，本次比賽保持於中團第七左右的位置，進入直路後隨即展現出不俗的加速能力，最終以2 1/2馬位優勢輕取對手取得首勝。
11月5日出戰條件戰百日草特別，比賽初段進佔約莫第三的位置，於比賽途中跟隨前方的Gambler及Delos前進。進入直路後，其一條魚中檔位置順利突圍並跑出後600米33.6秒的末腳速度，最終以1/2馬位優勢取勝。

### 3歲
2018年首戰為三級賽共同通信盃，然而於比賽初段因受到其他賽駒的壓迫而需要於後方追走，進入直路後縱然爆發出速度亦未能扭轉局面，最終以第四落敗。
其後出戰春季錦標，再度採用後上戰術下維持於隊伍後方位置，進入直路後雖然嘗試上前，但最終僅跑獲第七的戰績。
4月28日出戰青葉賞，比賽初段保持於中團位置，於對面直路中段開始徐徐上前並尋找位置望空。進入直路後，其以不俗的勢頭展開衝刺，最終成功壓制同樣位置的振奮士氣並2馬位優勢取得首分級賽冠軍。
5月下旬按照計劃出戰東京優駿（日本打吡），然而在第一彎道時候陷入不離的局面，導致其所在位置比騎師蛯名正義所想的更後。進入直路後，其嘗試於中檔位置展開加速突圍，但未能成功下以第七完賽。
夏季其原定前往美國出戰貝蒙打吡，但受到航空公司停運的影響下未能實踐計劃，因而留在國內出戰札幌紀念。比賽開始後，其進佔先行集團之中並穩步推進，但於直路上無法順利加速上前，最終落至第七完賽。
進入秋季後，其以神戶新聞盃作為目標，然而再度未能加速上前，最終以第八落敗。

### 4歲
2019年其以日經賞作為首戰，採用先行戰術下於直路受到對手的壓制，最終跑獲第五的戰績。
其後以目黑紀念作為目標，再度因為於直路上的展開稍為失勢，以第四的戰績完賽。
進入夏季其出戰札幌紀念以第十大敗，雖然於秋季首戰產經賞以第六的戰績完賽，但出戰一級賽秋季天皇賞再度以第十一大敗，僅於年末的挑戰盃稍為回復狀態取得第五。

### 5歲
進入2020年，其於上半年主要出戰公開賽及表列賽，但於白富士錦標、福島民報盃及五月錦標中均未能取勝。
6月重返分級賽以葉森盃作為目標，然而採取後上戰術下無法於直路順利上前，最終以第八落敗。
賽後，其進入休養，未於年間繼續出戰賽事。

### 6歲
2021年其繼續於項賽事挑戰，但繼續無法突破，最佳戰績為於年度首戰中山紀念取得第四。
而於下半年的休養途中，其接受了閹割手術。

### 7歲
2022年其於年初出戰中山紀念於其中取得第十五的戰績。
其後，由於練馬師藤澤和雄到達退休年齡，其進入曾經的主戰騎師、今年度新開倉的蛯名之馬房。
4月出戰轉廄後的首戰福島民報盃，再度以第十三落敗。
賽後，陣營決定安排其退役，並於2022年4月17日取消日本中央競馬會賽駒註冊。

### 詳細賽績
| 日期       | 舉辦國家 | 馬場 | 距離   | 級別 | 賽事名稱   | 負重 | 騎師      | 馬號 | 出馬 | 名次 | 時間   | 頭馬（二馬）        |
| ---------- | -------- | ---- | ------ | ---- | ---------- | ---- | --------- | ---- | ---- | ---- | ------ | ------------------- |
| 19/8/2017  | 日本     | 札幌 | 草1800 |      | 2歲新馬    | 54   | 蛯名正義  | 6    | 9    | 5    | 1:51.6 | 盧卡治              |
| 23/9/2018  | 日本     | 中山 | 草1800 |      | 2歲未勝利  | 54   | 蛯名正義  | 3    | 11   | 1    | 1:49.4 | （冰峽灣）          |
| 5/11/2018  | 日本     | 東京 | 草2000 |      | 百日草特別 | 55   | 湛明諾    | 2    | 8    | 1    | 2:00.9 | （Nasuno Symphony） |
| 11/2/2018  | 日本     | 東京 | 草1800 | GIII | 共同通信盃 | 56   | 田邊裕信  | 10   | 12   | 4    | 1:47.7 | Oken Moon           |
| 18/3/2018  | 日本     | 中山 | 草1800 | GII  | 春季錦標   | 56   | 田邊裕信  | 11   | 13   | 7    | 1:48.8 | 絕嶺之峽            |
| 28/4/2018  | 日本     | 東京 | 草2400 | GII  | 青葉賞     | 56   | 蛯名正義  | 9    | 18   | 1    | 2:24.4 | （振奮士氣）        |
| 27/5/2018  | 日本     | 東京 | 草2400 | GI   | 東京優駿   | 57   | 蛯名正義  | 6    | 18   | 7    | 2:24.0 | 華格納              |
| 19/8/2018  | 日本     | 札幌 | 草2000 | GII  | 札幌紀念   | 54   | 蛯名正義  | 7    | 16   | 7    | 2:01.7 | 白日彗星            |
| 23/9/2018  | 日本     | 阪神 | 草2000 | GII  | 神戶新聞盃 | 56   | 蛯名正義  | 1    | 10   | 8    | 2:26.8 | 華格納              |
| 23/3/2019  | 日本     | 中山 | 草2500 | GII  | 日經賞     | 56   | 石橋脩    | 2    | 12   | 5    | 2:34.9 | Meisho Tekkon       |
| 26/5/2020  | 日本     | 東京 | 草2500 | GII  | 目黑紀念   | 57   | 石橋脩    | 7    | 13   | 4    | 2:28.7 | 再望山河            |
| 18/8/2020  | 日本     | 札幌 | 草2000 | GII  | 札幌紀念   | 57   | 石橋脩    | 8    | 14   | 10   | 2:01.0 | 防爆裝束            |
| 22/9/2020  | 日本     | 中山 | 草2200 | GII  | 產經賞     | 56   | 石橋脩    | 2    | 10   | 6    | 2:12.5 | 三幕劇              |
| 27/10/2020 | 日本     | 東京 | 草2000 | GI   | 秋季天皇賞 | 58   | 北村宏司  | 11   | 16   | 11   | 1:57.7 | 杏目                |
| 30/11/2020 | 日本     | 阪神 | 草2000 | GIII | 挑戰盃     | 56   | 北村宏司  | 12   | 12   | 5    | 1:59.3 | 我走我路            |
| 1/2/2020   | 日本     | 東京 | 草2000 | L    | 白富士錦標 | 57   | 北村宏司  | 5    | 14   | 4    | 1:59.2 | Invisible Rays      |
| 19/4/2021  | 日本     | 福島 | 草2000 | L    | 福島民報盃 | 57   | 團野大成  | 3    | 16   | 13   | 2:04.0 | Meiner Surpass      |
| 23/5/2021  | 日本     | 東京 | 草1800 | OP   | 五月錦標   | 57   | 杜滿萊    | 9    | 13   | 7    | 1:45.0 | 冰雹暴              |
| 14/6/2021  | 日本     | 東京 | 草1800 | GIII | 葉森盃     | 56   | 北村宏司  | 15   | 18   | 8    | 1:48.3 | 大和卡尼            |
| 6/2/2021   | 日本     | 中京 | 泥1900 | OP   | 畢宿五錦標 | 57   | 團野大成  | 5    | 16   | 15   | 2:01.4 | Lord Regalis        |
| 28/2/2021  | 日本     | 中山 | 草1800 | GII  | 中山紀念   | 56   | 0蛯名正義 | 10   | 14   | 4    | 1:45.4 | 滂薄無比            |
| 27/3/2021  | 日本     | 中山 | 草2500 | GII  | 日經賞     | 56   | 丸山元氣  | 14   | 15   | 11   | 2:34.9 | 瑪蓮必勝            |
| 18/4/2021  | 日本     | 新潟 | 草2000 | L    | 福島民報盃 | 56   | 杉原誠人  | 2    | 16   | 6    | 2:06.8 | 勇行者              |
| 22/5/2021  | 日本     | 東京 | 草1800 | OP   | 五月錦標   | 56   | 丸山元氣  | 2    | 14   | 5    | 1:46.7 | 傾城猛火            |
| 27/2/2022  | 日本     | 中山 | 草1800 | GII  | 中山紀念   | 56   | 北村宏司  | 9    | 16   | 15   | 1:50.5 | 本初之海            |
| 17/4/2022  | 日本     | 福島 | 草2000 | L    | 福島民報盃 | 56   | 古川吉洋  | 6    | 16   | 13   | 2:03.2 | 深受期待            |

## 退役後
退役後，由於直指頂峰經已接受閹割，所以不能進行配種工作，因而前往東京都世田谷區馬事公苑作為乘騎馬使用。
2022年下半年，其被轉移至中京競馬場，以儀仗馬身份服務。

## 血統簡介
父系真心呼喚爲日本賽駒，生涯戰績優秀，曾於2005年有馬紀念擊敗無敗三冠馬大震撼奪得冠軍，亦於其後贏得杜拜司馬經典賽。祖父週日寧靜是美國三冠賽雙軍馬，退役後在日本配種，在日本馬壇相當成功，贏得多項分級賽事，其子嗣贏得巨額獎金。
母系Luxury爲美國馬匹，生涯無出賽紀錄。外祖父爲美國著名種馬雷貓，爲1990年代最具代表性的種馬之一。

### 血統表
| 父線：週日寧靜系（Halo系）                          |                                 |                  |                    |
| 種馬 真心呼喚 2001年（棗色）                        | 週日寧靜 1986年（棕色）         | Halo             | Hail to Reason     |
| 種馬 真心呼喚 2001年（棗色）                        | 週日寧靜 1986年（棕色）         | Halo             | Cosmah             |
| 種馬 真心呼喚 2001年（棗色）                        | 週日寧靜 1986年（棕色）         | Wishing Well     | Understading       |
| 種馬 真心呼喚 2001年（棗色）                        | 週日寧靜 1986年（棕色）         | Wishing Well     | Mountain Flower    |
| 種馬 真心呼喚 2001年（棗色）                        | Irish Dance 1990年（棗色）      | 東來兵           | Lampala            |
| 種馬 真心呼喚 2001年（棗色）                        | Irish Dance 1990年（棗色）      | 東來兵           | Severn Bridge      |
| 種馬 真心呼喚 2001年（棗色）                        | Irish Dance 1990年（棗色）      | Buper Dance      | 利法爾             |
| 種馬 真心呼喚 2001年（棗色）                        | Irish Dance 1990年（棗色）      | Buper Dance      | My Bupers          |
| 繁殖雌馬 Luxury 1998年（深棗色）                    | 雷貓 1983年（深棗色）           | 雷鳥             | 北地舞人           |
| 繁殖雌馬 Luxury 1998年（深棗色）                    | 雷貓 1983年（深棗色）           | 雷鳥             | South Ocean        |
| 繁殖雌馬 Luxury 1998年（深棗色）                    | 雷貓 1983年（深棗色）           | Terlingua        | 秘書處             |
| 繁殖雌馬 Luxury 1998年（深棗色）                    | 雷貓 1983年（深棗色）           | Terlingua        | Crimson Saint      |
| 繁殖雌馬 Luxury 1998年（深棗色）                    | Alleged Devotion 1988年（棗色） | Alleged          | Hoist the Flag     |
| 繁殖雌馬 Luxury 1998年（深棗色）                    | Alleged Devotion 1988年（棗色） | Alleged          | Princess Pout      |
| 繁殖雌馬 Luxury 1998年（深棗色）                    | Alleged Devotion 1988年（棗色） | Morning Devotion | Affirmed           |
| 繁殖雌馬 Luxury 1998年（深棗色）                    | Alleged Devotion 1988年（棗色） | Morning Devotion | Morning Has Broken |
| 雌系：A Wind is Rising系（號族：4-k）               |                                 |                  |                    |
| 五代內近親交配：北地舞人 5×4=9.38%、Prince John 5×4 |                                 |                  |                    |

## 命名由來
名字Go for the Summit（ゴーフォザサミット）於英語中，意思為「追逐頂點」，香港則取其意，翻譯為「直指頂峰」。

## 外部連結
- 直指頂峰 netkeiba.com
- 血統表